# 阿莉切·罗尔瓦赫尔
阿莉切·罗尔瓦赫尔 (Alice Rohrwacher，1980年12月29日) 是一位意大利女导演和编剧。

## 生平
她生于佛罗伦萨省菲耶索莱，母亲是意大利人，父亲是德国人。幼时她生长于卡斯泰尔焦尔焦，在那里其父 Reinhard 是一位养蜂人。她是意大利女演员阿尔芭·罗尔瓦赫尔的妹妹。曾在都灵大学学习文学和哲学，并在都灵的 Holden School 学习编剧课程。
2006年开始参与电影创作，执导意大利纪录片 Checosamanca 的一个部分。
2011年执导的首部电影 Heavenly Body 在2011年戛纳电影节的导演双周单元亮相，并获得一致好评。
第二部作品《奇迹》赢得2014年戛纳电影节评委会大奖。

## 电影作品
- 圣体/Heavenly Body (2011)
- 奇迹/The Wonders (2014)
- 幸福的拉扎罗/Lazzaro felice (2018)
- 奇美拉/La chimera（2023）